# Minbar

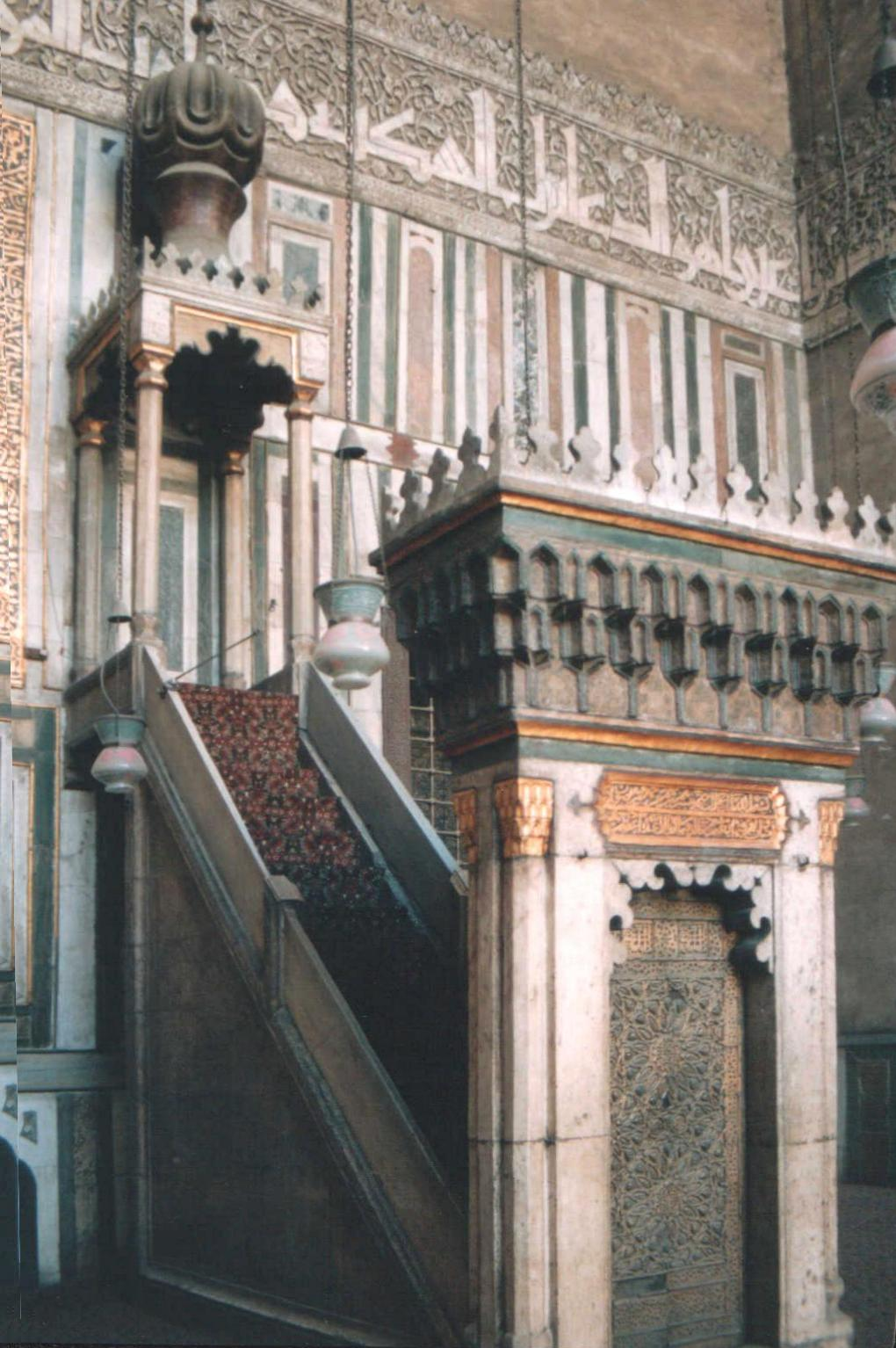
Minbar in der Sultan-Hasan-Moschee, Kairo

Minbar (auch Mimber, arabisch منبر, Plural manabir / منابر / manābir) ist die Kanzel in der Moschee, meistens neben der Gebetsnische mihrāb an der qibla-Wand errichtet, auf der der Chatīb (خطيب) am Freitag die Predigt (Chutba) hält. Früher wurden von der Kanzel auch die Erlasse der jeweiligen Herrscher verkündet. Auf die Möglichkeit, der Begriff sei ursprünglich ein Lehnwort aus dem Äthiopischen, hat bereits Theodor Nöldeke hingewiesen.

## Geschichte und Funktion des Minbars
Die Ursprünge des Minbars reichen in die Zeit des Propheten Mohammed zurück, der der Überlieferung nach aus Palmenstämmen zwei Stufen mit einem Sitz errichten ließ, damit seine Gläubigen ihn besser sehen konnten. Man nannte es aʿwād (Plural von ʿūd; Holz). Unter den islamischen Historikern berichtet al-Wāqidī in der Weltgeschichte von at-Tabarī über die Einrichtung einer „Kanzel“ zur Zeit Mohammeds: „In diesem Jahre (7/628) machte sich der Prophet sein minbar, auf dem er zu den Leuten zu predigen pflegte, er machte zwei Stufen und seinen Sitz (maq’ad). Nach einer anderen Version wurde es im Jahr 8/629 gemacht, und das halten wir auch für sicher“. In gleicher Weise ist das Minbar von den ersten Kalifen benutzt worden. Zunächst galt das Minbar also als Herrschersitz und als Symbol der weltlichen Macht.
Nicht alle Moscheen hatten ursprünglich eine Kanzel; der ägyptische Lokalhistoriker al-Kindi al-Misri († 971) berichtet im 10. Jahrhundert über die umfassenden Erweiterungsarbeiten der großen Moschee in Fustāt unter dem berühmten Steuerverwalter Qurra ibn Scharik, der die Kanzel im Jahre 94 (d. h. zwischen 712 und 713) in der Moschee aufstellen ließ. Bis in die Zeit von al-Kindi war sie die zweitälteste Kanzel in den Provinzstädten nach dem Prophetenminbar in Medina: „Er (d. i. Qurra ibn Scharik) stellte das neue Minbar im Jahre 94 (entspricht: 712-713) auf. Man sagt, daß man bis zum heutigen Tag in keinem Verwaltungsgebiet eine ältere Kanzel kennt als diese – vom Prophetenminbar abgesehen.“ Einem alten Bericht zufolge, überliefert in einer Papyrusrolle (Universität Heidelberg), soll es ein Minbar bereits gegen 658-659 in Fustat gegeben haben, welches als Sitz des Provinzverwaltes bei seinen Ansprachen im profanen Bereich benutzt wurde.
Der erste Kalif der Umayyaden, Muʿāwiya b. Abī Sufyān, führte sein eigenes Minbar auf seiner Reise von Damaskus nach Mekka mit. Somit waren die ersten Minbars beweglich. Der Stadtchronist von Mekka al-Azraqī († 865) berichtet, dass Muʿāwiya der erste gewesen sei, der in Mekka die Freitagspredigt von diesem Minbar aus, das nur drei Stufen hatte, gehalten habe. Das Minbar des Umayyaden al-Hakam II. war nach der Vollendung der Hauptmoschee von Córdoba im Jahre 965-966, andalusischen Historikern zufolge, ebenfalls beweglich und konnte auf Rädern geschoben werden. Der Abbasidenkalif al-Wāṯiq (regierte zwischen 842 und 847) erteilte den Befehl, an drei wichtigen Stationen der Pilgerfahrt (haddsch) – Mekka, Mina und ʿArafāt – je eine Kanzel aufzustellen. Diese dienten, wie es bei al-Azraqi nachzulesen ist, zu kultischen Zwecken im Wallfahrtsritual, da an allen Stationen eine Predigt gehalten wird.
Aber noch über die Umayyaden-Zeit hinaus wurde ein Minbar auch als Richtersitz benutzt, das der Richter selbst vor seinem Haus aufstellen ließ, um von dort aus Rechtsurteile zu verkünden. Diese Anwendung des Minbar ist noch im 10. Jahrhundert in Kairouan nachweisbar. Die Kanzel als Einrichtung bei der Abwicklung öffentlich-rechtlicher Geschäfte ist in diesem Fall vom Minbar der Moschee losgelöst und ist Privatbesitz des Richters im profanen Bereich.
Die Verwendung des Minbars zu rein kultischen Zwecken in der Moschee ist erst unter den Abbasiden zu beobachten. „Mit der Entwicklung der Moschee zum ausschließlichen Kultusgebäude wird das Mimbar, der Thron des theokratischen Herrschers, zur Kanzel“.

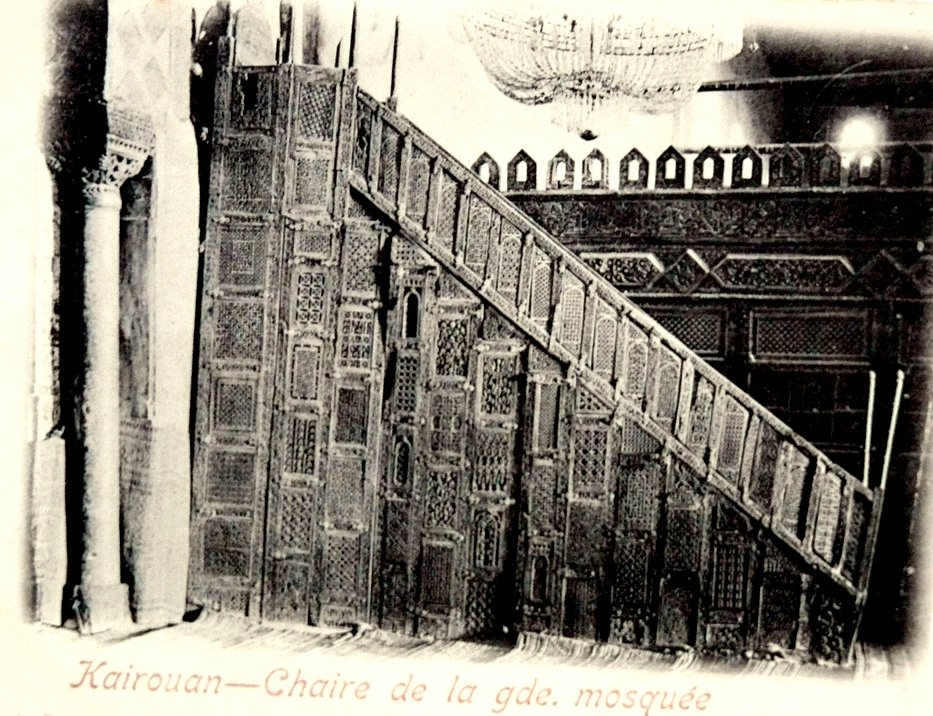
Kairouan. Minbar mit der Maqsūra im Hintergrund. Historische Postkarte um 1900

Die archaische Form des Minbars als Teil des islamischen Sakralbaus ist im Original in der Hauptmoschee von Kairouan erhalten, errichtet vom Aghlabiden-Herrscher Abū Ishāq Ibrāhīm II. (bis 902) aus Zedernholz, das für diese Zwecke direkt aus Bagdad angeliefert wurde. Dieser elfstufigen Kanzel fehlt noch die ausgeprägte Struktur der späteren Holzminbars, denn das Eingangstor und der Dachaufsatz fehlen. Die gesamte Ornamentik ist umayyadisch (siehe auch: Kairouan).
Bereits während der Fatimiden hat sich die endgültige Gestalt der Kanzel, wie sie sich in der Al-Aqsa-Moschee von Jerusalem präsentiert, ausgebildet. Nūr ad-Dīn hat sie im Jahre 1168 zugunsten der Moschee von Aleppo gestiftet und sie wurde von Saladin nach Jerusalem gebracht. Dieses Minbar besitzt schon ein Rahmentor und ein Kuppelgehäuse als Krönung. Ähnlich ist das Minbar in der Moschee und Madrasa des Sulṭān Ḥasan (1354–1361) in Kairo – nunmehr aus Stein gestaltet – konzipiert.
Ein weiteres Beispiel fatimidischer Kunst der Kanzelgestaltung mit ihrem Rahmensystem und der Rankenfüllung in syrisch-ägyptischem Stil ist in der ʿAmr-Moschee im oberägyptischen Qus قوص / َQūṣ erhalten. Minbar und Mihrab bilden hier eine innenarchitektonische Einheit und waren ein Geschenk des fatimidischen Wezirs und Gouverneurs von Assuan und Qus Talāʾiʿ ibn Ruzzīq طلائع بن رزيق / Ṭalāʾiʿ b. Ruzzīq an die Stadt im Jahre 1155.

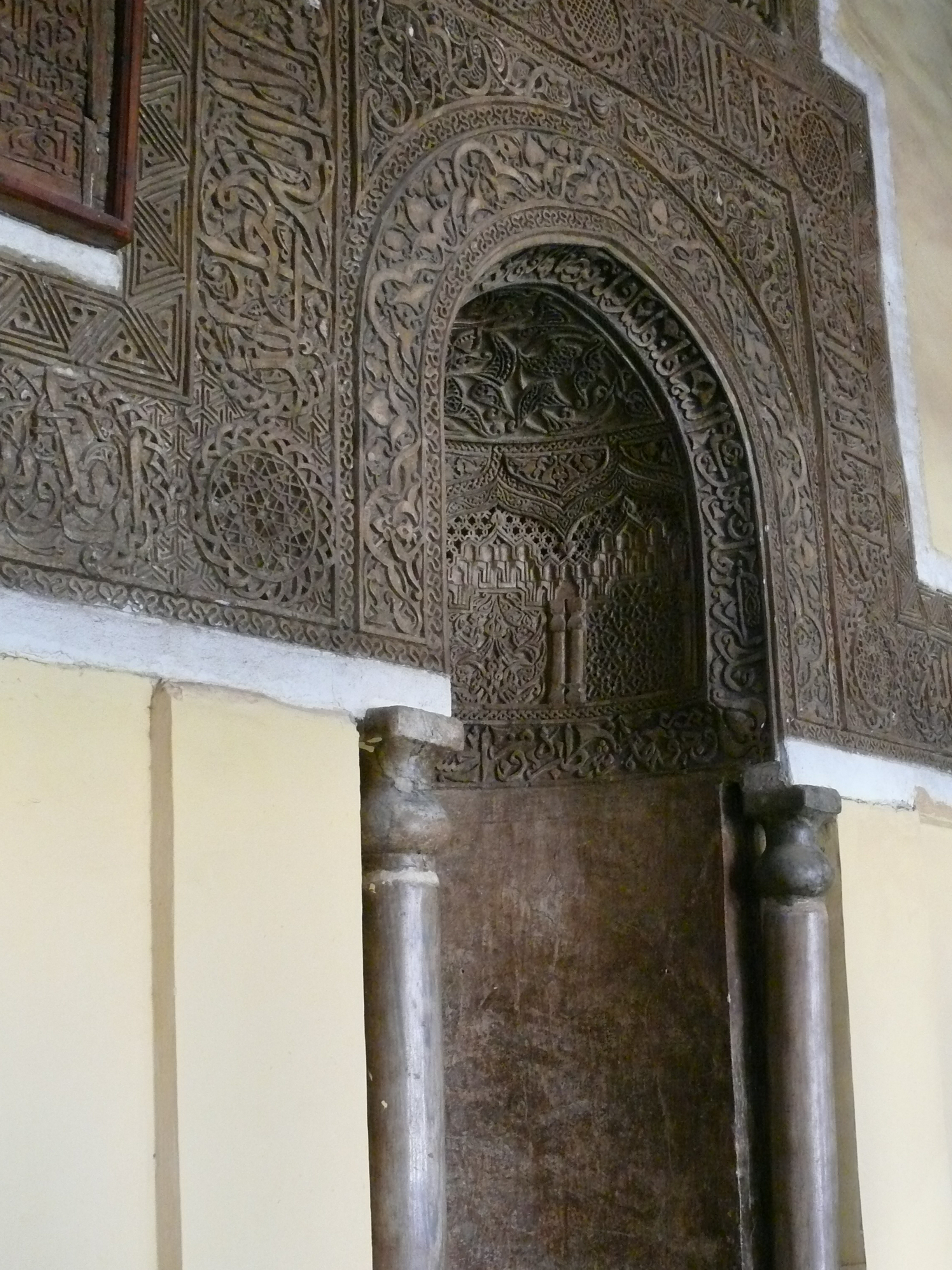
Mihrab von Qus
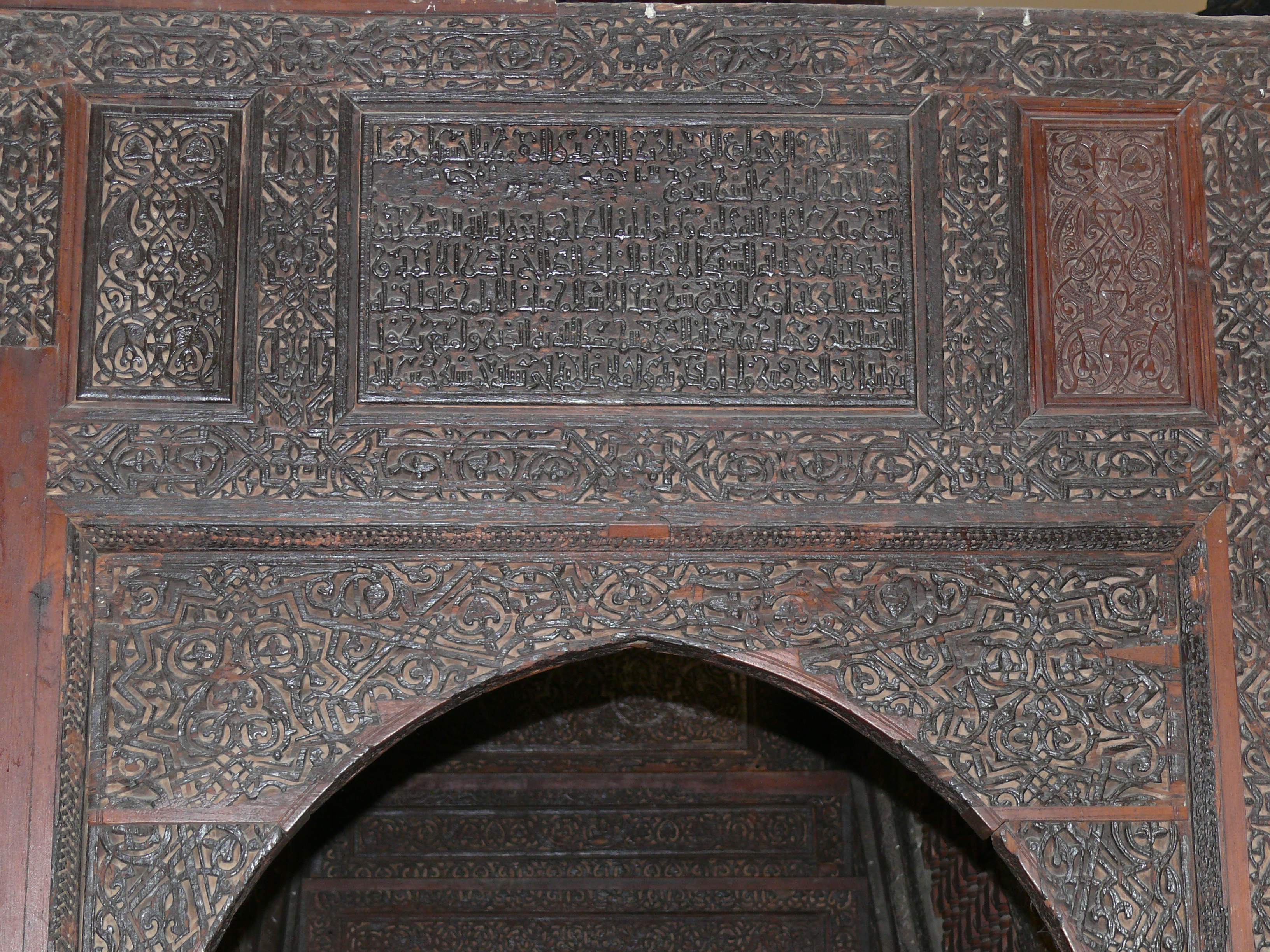
Mihrab von Qus; Ausschnitt

## Die Prophetenkanzel von Medina als Stätte der Eidleistung
Unter den Minbars in der islamischen Welt nimmt selbstverständlich das Minbar des Propheten in Medina eine Sonderstellung ein. Die Eidleistung am Prophetenminbar hat im Zuge der Urteilsfindung einen besonderen Stellenwert: ein neben oder auf dem Minbar des Propheten geleisteter Meineid führt in die Hölle. Ein in den einschlägigen Hadith-Sammlungen mehrfach zitierter Prophetenspruch hat in diesem Sinne normativen Charakter:
„Derjenige, der an meiner Kanzel (minbarī) einen Meineid leistet, nimmt seinen Platz im Höllenfeuer ein“.
Die Warnung vor der Strafe mit dem Höllenfeuer „… (er) nimmt seinen Platz im Höllenfeuer ein“ ist ein altes, in der Hadithliteratur in ähnlichen Zusammenhängen eingesetztes Motiv. Das älteste Werk, das diesen angeblichen Prophetenspruch verzeichnet, ist das Rechtswerk des Gelehrten Mālik ibn Anas; als Kommentar dazu heißt es, dass die Aufforderung des Beklagten, am Prophetenminbar den Eid zu leisten, seit den Anfängen des Islams Rechtspraxis gewesen sei. Islamischen Überlieferungen zufolge soll der Propheten Mohammed die Eidleistung an seiner Kanzel bei Rechtsfragen als Sunna kanonisiert haben. Allerdings geht die Forschung heute davon aus, dass das Prophetenminbar in Medina zu Lebzeiten Mohammeds noch nicht zu den heiligen Orten – wie etwa die Kaaba in Mekka, wo man ebenfalls den Eid zu leisten pflegte – gehörte. Denn das älteste Dokument aus der Frühzeit, die sog. „Gemeindeordnung von Medina“, erwähnt nur die Siedlung von Yathrib als „heilig“ und „unantastbar“ (haram), nicht aber einen speziellen Ort, oder gar das Minbar selbst. Die Tabuisierung der Kanzel, an der man den Eid par excellence in Medina zu leisten hat, ist späteren Ursprungs als ihre Errichtung. Die Kanzel entwickelte sich allmählich zur „Tribüne für die Besprechung aller öffentlichen Angelegenheiten“ (Ignaz Goldziher). Sie war zunächst eine Art „Richterstuhl“, der allgemein bekannte Aufenthaltsort Mohammeds auch außerhalb der Gebetszeiten – wie dies Carl Heinrich Becker in seiner Untersuchung treffend beschreibt. Die Kanzel verstand man somit schon in der Frühzeit als Symbol der weltlichen, politischen Macht; sie ist der Ort für die Erfüllung und Bestätigung der politischen Legitimation. Bei der Wahl des ersten Kalifen Abū Bakr wurde dieser aufgefordert, auf die Kanzel zu steigen, damit die Leute ihm den Treueid leisten – heißt es in der Beschreibung des Ereignisses bei Buchari; bei Ahmad ibn Hanbal – in seinem „Musnad“ heißt es: „als die Menschen sich versammelt hatten, stieg Abu Bakr auf die Kanzel (minbar), auf etwas, was man ihm hergestellt hatte, worauf er dann die Ansprache hielt“. Auch beim Prophetenminbar ist nicht der Bau selbst oder dessen Form oder Größe ausschlaggebend, sondern der Ort an sich, an dem man den Eid leistet bzw. die politische Legitimation empfängt.
Die Funktion des Minbar in Medina und später in den Provinzstädten als Stätte des öffentlichen Lebens und der Eidleistung bei Rechtsentscheidungen verstand man ursprünglich nicht als Parallele zum mekkanischen Heiligtum, wo das Ablegen des Eides schon in vorislamischer Zeit Sitte war. Die Gleichschaltung beider Orte – die Kaaba in Mekka, die Prophetenkanzel in Medina – erfolgt erst in den Systematisierungsversuchen der frühen Jurisprudenz in der Zeit von Malik ibn Anas und aš-Šāfiʿī im späten 8. Jahrhundert. Durch die Gestaltung der Rechtsfindung bezeichnete man das Prophetenminbar als „Schiedsstelle“ des Rechts maqta’ al-huquq / مقطع الحقوق / maqṭaʿu ʾl-ḥuqūq (siehe Lit.Dozy); in den Großmoscheen des islamischen Reiches – Damaskus, Kufa, Fustāt, Córdoba – indes galt die Nähe des Mihrāb als Ort der Eidleistung. Gemäß einer Fatwa aus Qairawān, die der marokkanische Gelehrte al-Wanscharīsī (* 1439; † 1508) in seiner Sammlung nordafrikanischer Rechtsgutachten zitiert, kann die Eidleistung bei dem aufgelegten Koran (muṣḥaf) in der Hauptmoschee von Sūsa erfolgen.
Die islamische Jurisprudenz des 9. Jahrhunderts hielt indes die Eidleistung an den Minbars einfacher Moscheen für unwirksam: „niemand wird zum Eid in den Moscheen der Beduinen aufgerufen, weder wegen eines Vierteldinas noch für weniger“. Eine solche Rechtsauffassung – die Unterscheidung zwischen Moscheen, die sich in den Quartieren bestimmter Stämme und denen der Stadtbewohner befinden – konnte gemäß sozialen Unterscheidungen zwischen Sesshaften und Beduinen gut gedeihen.
Das Prophetenminbar in Medina blieb als Reliquie aus der Frühzeit bis in die Gegenwart hinein unantastbar; dieser Gedanke ist, wie die Quellen berichten, schon im ersten muslimischen Jahrhundert (7. Jahrhundert n. Chr.) Teil der islamischen Tradition. Die Kalifen der Umayyaden – Muʿāwiya, ʿAbd al-Malik ibn Marwān und al-Walīd ibn ʿAbd al-Malik sollen die Absicht gehabt haben, die Prophetenkanzel nach Damaskus mitzunehmen, um dadurch der politischen Macht in der neuen Residenz der Umayyadenkalifen Nachdruck zu verleihen. Muʿāwiya konnte von seinem zweifelsfrei politisch motivierten Vorhaben zwar abgehalten werden, ließ aber die Kanzel von Medina an ihrem ursprünglichen Ort mit einem Stoff einhüllen – eine Handlung, wodurch ein Gegenstand, wie von Julius Wellhausen und nach ihm von C. H. Becker dargestellt, eine gewisse Heiligkeit erlangt und die bei der Kaaba in Mekka schon in der vorislamischen Zeit üblich gewesen ist.
Dass man gegen die Tabuisierung des Prophetenminbars auch Bedenken hegte, zeigen die bereits in der Mitte des 8. Jahrhunderts auf den Propheten zurückgeführten Aussagen in Form von Hadithen: „Gott, bewahre mich davor, dass man mein Grab als Götzen verehrt und meine Kanzel zu Festen benutzt“
In Mekka ist die Schwurstätte par excellence die Kaaba, die allerdings kein Minbar hat; die Eidleistung erfolgt dort zwischen der Ecke mit dem Schwarzen Stein und dem Maqām Ibrāhīm (baina r-rukn wa-ʾl-maqām), der Wallfahrtsstätte für Abraham. Spätestens zu Beginn des 8. Jahrhunderts haben mekkanische Gelehrte festgelegt, so der Lokalhistoriker al-Azraqi, dass die Eidleistung bei Bagatellsachen an dieser Stelle nicht erlaubt ist, wodurch die Heiligkeit des Ortes betont werden sollte.